# Haval
Pour l’article homonyme, voir Haval (automobile).
Haval est une fonction de hachage qui se décline en plusieurs variantes. Des empreintes de 128, 160, 192, 224 ou 256 bits peuvent être produites. Elle a été conçue en 1994 par Zheng, Josef Pieprzyk, Jennifer Seberry. Une collision complète sur la version de 128 bits a été découverte en août 2004. Le statut des autres versions n'est pas connu mais il se pourrait bien que des attaques supplémentaires soient publiées dans les années à venir. 